# Gumières
Gumières település Franciaországban, Loire megyében. Lakosainak száma 319 fő (2022. január 1.). Gumières Verrières-en-Forez, Saint-Anthème, Saint-Clément-de-Valorgue, Chazelles-sur-Lavieu és Saint-Jean-Soleymieux községekkel határos.

## Népesség
A település népességének változása:
| Lakosok száma | 387  | 250  | 257  | 258  | 321  | 323  | 322  | 320  | 320  | 319  |
|               | 1968 | 1982 | 1990 | 2006 | 2013 | 2015 | 2017 | 2019 | 2020 | 2022 |